# Flugplatz Zweibrücken

i7
i11
i13
Der Flugplatz Zweibrücken (IATA-Code: ZQW, ICAO-Code: EDRZ) ist ein deutscher Sonderlandeplatz vier Kilometer südöstlich von Zweibrücken in Rheinland-Pfalz.
Am 3. November 2014 wurde der kommerzielle Linienverkehr eingestellt. Am 12. November 2015 wurde am Flugplatz Zweibrücken Luftraum G mit einer RMZ eingeführt. Seit dem 29. März 2018 ist er als Sonderlandeplatz klassifiziert (NfL 1-1303-18).
Der Flugplatz weist eine 2675 Meter lange Start- und Landebahn auf. Er verfügt über alle modernen Sicherheitseinrichtungen und technisches Gerät zur Flugzeugabfertigung. Ein eigener Polizeiposten war bis November 2014 vorhanden und eine neue Abfertigungshalle wurde Anfang April 2007 in Betrieb genommen.
Auf dem Areal des Flugplatzes oder in dessen unmittelbarer Umgebung hat sich eine Anzahl von Unternehmen mit den Schwerpunkten Luftfahrt, IT, Mode und Freizeit, darunter das Zweibrücken Fashion Outlet sowie der Segelflugzeughersteller Lange Flugzeugbau, angesiedelt. Der neue Betreiber vermarktet die Flugplatzflächen für Test- und Entwicklungsfahrten und Veranstaltungen der Automobilindustrie.

## Geschichte
Der Flugplatz Zweibrücken ist ein ehemaliger französischer, kanadischer und später US-amerikanischer Militärflugplatz.

### RCAF Station Zweibrücken
Der Flugplatz wurde 1951 für das französische Militär gebaut, jedoch ab 1952 zunächst von der Royal Canadian Air Force (RCAF) genutzt. Die Royal Canadian Air Force Station Zweibrücken (kurz RCAF Station Zweibrücken) stationierte hier ab Anfang April 1953 das 3. (Jagd-)Geschwader, 3. (Fighter) Wing, dem drei fliegende Staffeln, die 413. 427. und die 434. Squadron, unterstellt waren. Sie flogen Sabre Mk.2 (ab 1954 Mk.5 und Mk.6) Tagjäger. Zusätzlich flog das Geschwader einige CT-133 und eine C-45. Das Geschwader unterstand seinerseits der 1. Air Division (RCAF).
Die 413. Staffel wurde Anfang April 1957 deaktiviert und Mitte Mai 1957 durch die mit Allwetterjägern vom Typ CF-100 ausgerüstete 440. Squadron ersetzt.
Diese Staffel wurde 1962 deaktiviert und im Herbst 1962 bzw. Frühjahr 1963 wurden die beiden verbliebenen Staffeln auf die CF-104 in der nuklearen „Strike“-Rolle umgerüstet. Hierfür wurde die vorhandene Startbahn von 2400 m auf 2900 m verlängert. Einige Starfighter waren immer im Rahmen der QRA-Bereitschaft mit Atomwaffen bestückt. Hierzu standen zwei Maschinen, anfangs sogar vier Exemplare, in einem gesicherten Bereich. Diese Atomwaffen gehörten den USA und waren unter der Kontrolle der US Air Force. Im Februar 1964 verlegte mit der zuvor in Grostenquin liegende 430. Squadron eine dritte CF-104 Staffel nach Zweibrücken. Die 434. Squadron ihrerseits wurde im Frühjahr 1967 aufgelöst und dem 3. Wing unterstanden nurmehr zwei Staffeln.
Im Frühjahr 1968 wurden die Streitkräfte Kanadas umorganisiert und der Flugplatz in Zweibrücken wurde für wenige Jahre zur Canadian Forces Base Zweibrücken (kurz CFB Zweibrücken). Aus Budgetgründen wurde die Anzahl der kanadischen Truppen in Europa in Folge reduziert und die 430. Squadron verlegte hierzu im Februar 1969 nach Lahr und die 427. Squadron ihrerseits zur Jahresmitte 1970 auf die Canadian Forces Base Baden-Söllingen.

### Zweibrücken Air Base
Im Jahr 1971 wurde der Flugplatz von den United States Air Forces in Europe (USAFE) übernommen und es wurden 18 RF-4 Phantom Aufklärer und ab 1984 dann 18 C-23 Sherpa stationiert.

### Flugplatz Zweibrücken
Nach dem Abzug der amerikanischen Truppen im Jahr 1991 wurde der Flugplatz für die zivile Luftfahrt freigegeben. Der Beginn einer kommerziellen Luftfahrt gestaltet sich bis heute schwierig; die strukturschwache Region verfügt im Umkreis über zahlreiche andere Flughäfen: Die am nächsten gelegenen sind Saarbrücken (21 km), Karlsruhe/Baden-Baden (73 Kilometer) und Straßburg (74 Kilometer), aber auch Frankfurt (126 Kilometer) sowie die Airports in Hahn (87 Kilometer), Luxemburg (98 Kilometer) und Flugplatz Mannheim City (87 Kilometer) sind nicht weit entfernt.
Mit einer Landebahn von fast 2700 Metern Länge hat er auch die Kapazität für Großflugzeuge. Ende der 1990er Jahre gab es kurze Zeit Flüge von Zweibrücken zum Flughafen Palma de Mallorca. Versuche, Billigfluggesellschaften an Zweibrücken zu binden, scheiterten danach immer wieder. Im Sommerflugplan 2004 bot die bulgarische Billigfluggesellschaft Bexx-Air Flüge nach Burgas und Sofia an. Zum 1. Juli 2006 wurde eine Kontrollzone (CTR) eingeführt; diese hatte sich aufgrund politischer Diskussionen und Managementproblemen immer wieder verzögert.
Seit 2006 flog Germanwings täglich zwischen Zweibrücken und Berlin-Schönefeld mit Airbus A319. Die Route wurde in beiden Richtungen morgens und abends (Wochenende abweichend) bedient. Dadurch wurde ein Fluggastzuwachs um 350 Prozent gegenüber dem Vorjahr auf 62.394 Passagiere erreicht. Germanwings stellte zum 10. Januar 2011 die Strecke wegen der oftmals schwierigen Witterung und dadurch notwendigen Flugumleitungen sowie aufgrund drohender Einbußen in Zusammenhang mit der Luftverkehrsabgabe ein.
Zum Sommerflugplan 2007 kam TUIfly mit mehreren Zielgebieten im Mittelmeerraum nach Zweibrücken.
Im Jahr 2009 nutzten rund 340.000 Passagiere den Flugplatz Zweibrücken. Im Juni 2009 gab Ryanair bekannt, die Verbindung Zweibrücken–London-Stansted aufgrund mangelnder Auslastung zum 30. Oktober 2009 einzustellen.
Im Januar 2010 wurde der bisherige Verkehrslandeplatz Zweibrücken aufgrund des Bauschutzbereiches nach § 12 LuftVG rechtlich zum Verkehrsflughafen. Im März 2018 wurde der Flugplatz auf den Status Sonderlandeplatz zurückgestuft.
Im Juni 2011 wurden die schon früher an Kostenfragen gescheiterten Gespräche zur Kooperation mit dem Flughafen Saarbrücken wieder aufgenommen. Mit dem politischen Ziel, beide Flughäfen zu erhalten, sollte bis Sommer 2012 ein entsprechendes Konzept für einen „Saar-Pfalz-Airport“ erarbeitet werden.
Am 30. Oktober 2014 wurde bekannt, dass der Betrieb des finanziell angeschlagenen Flughafens Zweibrücken mangels Geldgebern zunächst eingestellt werde. Der Insolvenzverwalter Jan Markus Plathner bezeichnete dies als „Winterruhe“, die von 4. November 2014 an gelte. Gleichzeitig wurde ein Großteil der 100 noch verbliebenen Mitarbeiter freigestellt. Zugleich sollten aber die Gespräche mit potenziellen Investoren weitergehen.
Zum 12. November 2015 wurde die bisherige Kontrollzone aufgehoben und Luftraum G mit einer RMZ (Radio Mandatory Zone) eingeführt die neben dem Sichtflug auch Instrumentenanflüge nach vorheriger Genehmigung (PPR) erlaubt. Damit entfiel die Klassifizierung als regionaler Verkehrsflughafen.

### Überprüfung von Subventionen und Insolvenz
Im Februar 2012 eröffnete die Europäische Kommission ein Prüfverfahren wegen möglicher unzulässiger staatlicher Beihilfen. Seit 2006 habe der Flugplatz angeblich Infrastruktur- und Betriebsbeihilfen erhalten, zudem sollen die Fluggesellschaften Germanwings, TUIfly und Ryanair über verringerte Flughafengebühren einen unfairen Wettbewerbsvorteil erhalten haben.
Im Juli 2014 wurde bekannt, dass die Europäische Kommission Beihilfen für den Flugplatz in Höhe von 56 Millionen Euro für illegal erklären und deren Rückzahlung anordnen wird. Es seien Förderregularien nicht eingehalten worden, insbesondere aufgrund der Nähe zum länger bestehenden Flughafen Saarbrücken. Der Flugplatz werde in der Folge zeitnah Insolvenz anmelden und voraussichtlich bereits zum Ende des Sommerflugplans im Oktober 2014 den Betrieb einstellen. Am 24. Juli 2014 wurde der Insolvenzantrag gestellt, dem am 1. Oktober 2014 mit der Bekanntgabe der EU-Entscheidung auf die Rückzahlung von 47 Millionen Euro stattgegeben wurde.
Der Flugplatz wurde Ende November 2014 an den Immobilienentwickler Triwo aus Trier verkauft. Der Flugplatz wird als Sonderlandeplatz für die ansässigen Luftfahrtunternehmen weiterbetrieben und das Flugplatzgelände als Gewerbepark und Kfz-Teststrecke genutzt.
Während der Flüchtlingskrise in Europa 2015 beschloss das rheinland-pfälzische Integrationsministerium im Oktober, in der Abflughalle des Flughafens zunächst 300 und dann insgesamt bis zu 500 Flüchtlinge unterzubringen.

### Verkehrszahlen
| Betriebsjahr | Fluggastaufkommen | Luftfracht (t) | Flugbewegungen |
| ------------ | ----------------- | -------------- | -------------- |
| 2017         |                   |                | 9887           |
| 2016         |                   |                | 4665           |
| 2015         |                   |                | 2440           |
| 2014         | 206.000           | 32             | 3.240          |
| 2013         | 220.740           | 81,8           | 11.855         |
| 2012         | 242.880           |                | 13.230         |
| 2011         | 223.165           | 125            | 14.500         |
| 2010         | 264.247           | 385,0          | 15.945         |
| 2009         | 338.219           | 85,6           | 20.846         |
| 2008         | 327.012           | 176,6          | 25.459         |
| 2007         | 287.251           | 506,6          | ca. 26.700     |
| 2006         | 78.000            |                | 23.160         |

## Zwischenfälle
Am 14. Mai 2008 kam es auf dem Flugplatz Zweibrücken zu einem Beinahezusammenstoß am Boden (Runway incursion). Ein Airbus A319 der Fluglinie Germanwings hatte die Starterlaubnis bekommen und den Startlauf begonnen, als eine Transall C-160 der Luftwaffe von der Gegenseite auf die Bahn rollte. Die zivile Maschine startete über den Militärtransporter hinweg und überflog ihn in etwa 400 Fuß Höhe. Grund für diesen Zwischenfall war laut der Bundesstelle für Flugunfalluntersuchung, dass die Besatzung der Transall ihre Rollfreigabe falsch verstanden hatte und, statt vor der Startbahn zu halten, in die Startposition gerollt war. Erschwerend kam hinzu, dass sich die Besatzungen der beiden Flugzeuge wegen des Höhenprofils der Start- und Landebahn nicht sehen konnten.

## Anfahrt
Der Flugplatz Zweibrücken liegt in der rheinland-pfälzischen Westpfalz nahe den Grenzen zu Frankreich (Département Moselle) und dem Saarland. In das Zentrum von Zweibrücken sind es 4 Kilometer und nach Saarbrücken per Straße 40 Kilometer.
Der Flugplatz ist mit der Buslinie 226 der Verkehrsgesellschaft Zweibrücken im Stundentakt vom Zweibrücker Busbahnhof Stadtmitte/ZOB Zweibrücken und vom Zweibrücker Hauptbahnhof (DB) aus zu erreichen. Die Fahrzeit beträgt circa 12 bzw. 23 Minuten. Vom Homburger Hauptbahnhof ist der Flughafen mit Umsteigen am ZOB Zweibrücken Montag bis Samstag im Stundentakt zu erreichen. Die Fahrzeit beträgt etwa 50 Minuten.
Die direkte Busverbindung von Saarbrücken, Linie 199 der Firma Baron (Saar-Pfalz-Bus bis 2010), ist eingestellt.
Mit dem PKW nutzt man die Ausfahrt der A8 „Contwig/Flughafen“. Der Flugplatz verfügt damit über eine gute Anbindung an das südwestdeutsche Autobahnsystem. Die L 700 verbindet schnell nach Frankreich (u. a. nach Bitche). Es gibt 1500 Parkplätze am Flugplatz.